# Judô nos Jogos Pan-Americanos de 2023 - Qualificação
Abaixo estão o sistema de classificação e as nações classificadas para o Judô nos Jogos Pan-Americanos de 2023, programado para ser realizado em Santiago, Chile, de 28 a 31 de outubro de 2023.

## Sistema de classificação
Um total de 154 judocas irão se classificar para competir nos Jogos. Uma vaga por categoria de peso foi alocada diretamente para o vencedor de cada categoria nos Jogos Pan-Americanos Júnior de 2021. Os nove melhores atletas (um por CON) em cada ranking de categoria após os quatro melhores resultados entre onze torneios de classificação irão se classificar juntamente com uma vaga por categoria para o país-sede, Chile. Cada nação pode inscrever até 14 atletas (sete homens e sete mulheres), exceto para aqueles que classificaram atletas em Cali 2021 e podem ter até dois atletas na respectiva categoria.
Para o evento por equipes, uma nação deve classificar ao menos um atleta em cada uma das seguintes categorias:
- Feminino 57kg (48 kg, 52 kg, 57 kg)
- Masculino 73kg (60 kg, 66 kg, 73 kg)
- Feminino 70kg (57 kg, 63 kg, 70 kg)
- Masculino 90kg (73 kg, 81 kg, 90 kg)
- Feminino +70kg (70 kg, 78 kg, +78 kg)
- Masculino +90kg (90 kg, 100 kg, +100 kg)

## Linha do tempo
| Eventos                             | Data                      | Local            |
| ----------------------------------- | ------------------------- | ---------------- |
| Jogos Pan-Americanos Júnior de 2021 | 26-28 de novembro de 2021 | Cali             |
| Campeonato Pan-Americano de 2022    | 15-16 de abril de 2022    | Lima             |
| Aberto Pan-Americano                | 9-10 de julho de 2022     | Guayaquil        |
| Aberto Pan-Americano                | 10-11 de setembro de 2022 | Santo Domingo    |
| Aberto Pan-Americano                | 17-18 de setembro de 2022 | Lima             |
| Aberto Pan-Americano                | 24-25 de setembro de 2022 | Cali             |
| Aberto Pan-Americano                | 5-6 de novembro de 2022   | Córdoba          |
| Campeonato Pan-Americano de 2023    | 15-17 de setembro de 2023 | Calgary          |
| Aberto Pan-Americano                | A ser confirmado          | A ser confirmado |
| Aberto Pan-Americano                | A ser confirmado          | A ser confirmado |
| Aberto Pan-Americano                | A ser confirmado          | A ser confirmado |

## Sumário de classificação
Abaixo está a lista de nações classificadas e de atletas por categoria. O ranking de classificação tem data de 22 de julho de 2022.
| NOC                      | Masculino | Masculino | Masculino | Masculino | Masculino | Masculino | Masculino | Feminino | Feminino | Feminino | Feminino | Feminino | Feminino | Feminino | Misto  | Total |
| NOC                      | -60 kg    | -66 kg    | -73 kg    | -81 kg    | -90 kg    | -100 kg   | +100 kg   | -48kg    | -52 kg   | -57 kg   | -63 kg   | -70 kg   | -78 kg   | +78 kg   | Equipe | Total |
| ------------------------ | --------- | --------- | --------- | --------- | --------- | --------- | --------- | -------- | -------- | -------- | -------- | -------- | -------- | -------- | ------ | ----- |
| ARG Argentina            | X         | X         | X         | X X       | X         | X         | X         | X        | X        | X        | X        | X        |          |          | X      | 13    |
| BRA Brasil               |           | X         | X X       | X         | X         | X X       | X         | X X      | X        | X        | X        | X X      | X X      | X        | X      | 18    |
| CAN Canadá               |           |           | X         | X         | X         | X         | X         |          | X        |          | X        | X        | X        |          | X      | 9     |
| CHI Chile                | X         | X         | X         | X         | X         | X         | X         | X        | X        | X        | X        | X        | X        | X        | X      | 14    |
| COL Colômbia             | X         | X         | X         | X         | X         | X         |           | X        |          |          | X        | X        | X        | X        | X      | 11    |
| CRC Costa Rica           | X         |           |           |           |           |           |           |          |          |          |          |          |          |          |        | 1     |
| CUB Cuba                 | X         | X         | X         |           | X         | X         | X X       | X        | X        | X        | X        | X        | X        | X X      | X      | 15    |
| ECU Equador              | X X       | X         |           |           |           | X         | X         | X        | X        | X        | X        | X        |          | X        |        | 10    |
| USA Estados Unidos       |           | X         | X         | X         | X X       | X         | X         | X        | X        | X X      | X        | X        | X        | X        | X      | 15    |
| GUA Guatemala            | X         |           |           |           |           |           |           | X        |          |          |          |          |          |          |        | 2     |
| HAI Haiti                |           | X         | X         |           |           |           |           |          |          |          |          |          |          |          |        | 2     |
| JAM Jamaica              |           |           |           |           |           |           | X         |          |          |          |          | X        |          |          |        | 2     |
| MEX México               | X         |           | X         | X         |           | X         | X         | X        | X        | X        | X        |          |          |          |        | 9     |
| PAN Panamá               | X         |           |           |           |           |           |           |          | X        | X        |          |          |          |          |        | 4     |
| PAR Paraguai             |           |           |           |           | X         |           |           |          |          |          |          |          |          |          |        | 1     |
| PER Peru                 |           | X         | X         | X         | X         | X         |           |          |          | X        |          |          | X        | X        |        | 8     |
| PUR Porto Rico           |           |           |           |           |           |           |           |          | X        |          |          |          | X        |          |        | 2     |
| DOM República Dominicana |           | X         |           | X         | X         |           |           | X        |          | X        | X        |          | X        | X        | X      | 8     |
| URU Uruguai              |           |           |           | X         |           |           |           |          |          |          |          |          |          |          |        | 1     |
| VEN Venezuela            | X         | X         |           |           |           |           |           |          | X        |          | X        | X        | X        | X        |        | 7     |
| Total: 20 CONs           | 11        | 11        | 11        | 11        | 11        | 11        | 11        | 11       | 11       | 11       | 11       | 11       | 11       | 11       | 8      | 154   |

## Masculino
As classificações do ranking são de 10 de julho de 2022.

### 60 kg
| Critério                    | Vagas | Classificados |
| --------------------------- | ----- | --- |
| País-sede                   | 1     | CHI Chile |
| Jogos Pan-Americanos Júnior | 1     | Bryan Garboa (ECU)                                                                                               |
| Ranking Pan-Americano       | 9     | CRC Costa Rica CUB Cuba COL Colômbia PAN Panamá VEN Venezuela ARG Argentina GUA Guatemala ECU Equador MEX México |
| TOTAL                       | 11    | |

### 66 kg
| Critério                    | Vagas | Classificados |
| --------------------------- | ----- | --- |
| País-sede                   | 1     | CHI Chile |
| Jogos Pan-Americanos Júnior | 1     | Willis Alberto Garcia (VEN)                                                                                               |
| Ranking Pan-Americano       | 9     | BRA Brasil PER Peru COL Colômbia USA Estados Unidos ECU Equador ARG Argentina HAI Haiti CUB Cuba DOM República Dominicana |
| TOTAL                       | 11    | |

### 73 kg
| Critério                    | Vagas | Classificados                                                                                              |
| --------------------------- | ----- | --- |
| País-sede                   | 1     | CHI Chile                                                                                                  |
| Jogos Pan-Americanos Júnior | 1     | Gabriel Falcão Lira (BRA)                                                                                  |
| Ranking Pan-Americano       | 9     | USA Estados Unidos PER Peru MEX México CAN Canadá CUB Cuba COL Colômbia BRA Brasil ARG Argentina HAI Haiti |
| TOTAL                       | 11    | |

### 81 kg
| Critério                    | Vagas | Classificados |
| --------------------------- | ----- | --- |
| País-sede                   | 1     | CHI Chile |
| Jogos Pan-Americanos Júnior | 1     | Agustin Nicolas Gil (ARG) |
| Ranking Pan-Americano       | 9     | BRA Brasil CAN Canadá USA Estados Unidos DOM República Dominicana MEX México URU Uruguai ARG Argentina COL Colômbia DOM República Dominicana |
| TOTAL                       | 11    | |

### 90 kg
| Critério                    | Vagas | Classificados |
| --------------------------- | ----- | --- |
| País-sede                   | 1     | CHI Chile |
| Jogos Pan-Americanos Júnior | 1     | Alexander Knauf (USA) |
| Ranking Pan-Americano       | 9     | CUB Cuba BRA Brasil DOM República Dominicana USA Estados Unidos ARG Argentina CAN Canadá COL Colômbia PER Peru PAR Paraguai |
| TOTAL                       | 11    | |

### 100 kg
| Critério                    | Vagas | Classificados                                                                                                |
| --------------------------- | ----- | --- |
| País-sede                   | 1     | CHI Chile |
| Jogos Pan-Americanos Júnior | 1     | Kayo Silva dos Santos (BRA)                                                                                  |
| Ranking Pan-Americano       | 9     | CAN Canadá BRA Brasil PER Peru MEX México COL Colômbia CUB Cuba ECU Equador USA Estados Unidos ARG Argentina |
| TOTAL                       | 11    | |

### +100 kg
| Critério                    | Vagas | Classificados                                                                                          |
| --------------------------- | ----- | --- |
| País-sede                   | 1     | CHI Chile                                                                                              |
| Jogos Pan-Americanos Júnior | 1     | Omar Cruz Leon (CUB)                                                                                   |
| Ranking Pan-Americano       | 9     | CUB Cuba BRA Brasil MEX México ECU Equador USA Estados Unidos CAN Canadá ARG Argentina JAM Jamaica ASD |
| TOTAL                       | 11    | |

## Feminino
As classificações do ranking são de 10 de julho de 2022.

### 48 kg
| Critério                    | Vagas | Classificados |
| --------------------------- | ----- | --- |
| País-sede                   | 1     | CHI Chile |
| Jogos Pan-Americanos Júnior | 1     | Alexia Nascimento (BRA) |
| Ranking Pan-Americano       | 9     | BRA Brasil DOM República Dominicana ECU Equador USA Estados Unidos ARG Argentina MEX México GUA Guatemala COL Colômbia CUB Cuba |
| TOTAL                       | 11    | |

### 52 kg
| Critério                    | Vagas | Classificados |
| --------------------------- | ----- | --- |
| País-sede                   | 1     | CHI Chile |
| Jogos Pan-Americanos Júnior | 1     | Fabiola Valentina Diaz (VEN)                                                                                     |
| Ranking Pan-Americano       | 9     | BRA Brasil USA Estados Unidos MEX México CAN Canadá ARG Argentina PAN Panamá PUR Porto Rico CUB Cuba ECU Equador |
| TOTAL                       | 11    | |

### 57 kg
| Critério                    | Vagas | Classificados |
| --------------------------- | ----- | --- |
| País-sede                   | 1     | CHI Chile |
| Jogos Pan-Americanos Júnior | 1     | Tasha Cancela (USA) |
| Ranking Pan-Americano       | 9     | BRA Brasil CUB Cuba USA Estados Unidos ECU Equador ARG Argentina DOM República Dominicana PER Peru PAN Panamá MEX México |
| TOTAL                       | 11    | |

### 63 kg
| Critério                    | Vagas | Classificados |
| --------------------------- | ----- | --- |
| País-sede                   | 1     | CHI Chile |
| Jogos Pan-Americanos Júnior | 1     | Ariela Sanchez Benitez (DOM)                                                                                      |
| Ranking Pan-Americano       | 9     | CAN Canadá COL Colômbia CUB Cuba ECU Equador MEX México BRA Brasil ARG Argentina USA Estados Unidos VEN Venezuela |
| TOTAL                       | 11    | |

### 70 kg
| Critério                    | Vagas | Classificados |
| --------------------------- | ----- | --- |
| País-sede                   | 1     | CHI Chile |
| Jogos Pan-Americanos Júnior | 1     | Luana Oliveira de Carvalho (BRA)                                                                                   |
| Ranking Pan-Americano       | 9     | VEN Venezuela ECU Equador BRA Brasil COL Colômbia USA Estados Unidos JAM Jamaica ARG Argentina CAN Canadá CUB Cuba |
| TOTAL                       | 11    | |

### 78 kg
| Critério                    | Vagas | Classificados |
| --------------------------- | ----- | --- |
| País-sede                   | 1     | CHI Chile |
| Jogos Pan-Americanos Júnior | 1     | Eliza Ramos (BRA) |
| Ranking Pan-Americano       | 9     | BRA Brasil VEN Venezuela DOM República Dominicana USA Estados Unidos PUR Porto Rico CUB Cuba PER Peru COL Colômbia CAN Canadá |
| TOTAL                       | 11    | |

### +78 kg
| Critério                    | Vagas | Classificados |
| --------------------------- | ----- | --- |
| País-sede                   | 1     | CHI Chile |
| Jogos Pan-Americanos Júnior | 1     | Thalia Nariño Castellano (CUB)                                                                                      |
| Ranking Pan-Americano       | 9     | BRA Brasil PER Peru DOM República Dominicana USA Estados Unidos VEN Venezuela CUB Cuba COL Colômbia ECU Equador ASD |
| TOTAL                       | 11    | |